# Золотова, Евгения Юрьевна
Евге́ния Ю́рьевна Зо́лотова (род. 28 апреля 1983) — российская легкоатлетка, специалистка по бегу на средние дистанции. Выступала на профессиональном уровне в 2000—2012 годах, член сборной России, чемпионка Европы среди молодёжи, победительница и призёрка первенств всероссийского значения, участница ряда крупных международных стартов. Представляла Приморский край и Москву. Мастер спорта России международного класса.

## Биография
Евгения Золотова родилась 28 апреля 1983 года.
Занималась лёгкой атлетикой под руководством тренеров Татьяны Николаевны Кузиной и Матвея Марковича Телятникова.
Впервые заявила о себе в 2000 году, когда на юниорском всероссийском первенстве в Краснодаре стала шестой в беге на 400 метров с барьерами.
В 2005 году вошла в состав российской национальной сборной и выступила на молодёжном европейском первенстве в Эрфурте — в программе бега на 800 метров превзошла всех соперниц и завоевала золотую награду.
В 2007 году с командой Москвы выиграла серебряную медаль в эстафете 4 × 800 метров на зимнем чемпионате России в Волгограде.
В 2009 году в беге на 1500 метров взяла бронзу на зимнем чемпионате России в Москве, финишировала пятой на чемпионате Европы в помещении в Турине (позднее в связи с допинговой дисквалификацией Анны Альминовой переместилась в итоговом протоколе на четвёртую позицию). На летнем чемпионате России в Чебоксарах стала четвёртой на дистанции 1500 метров (после дисквалификации Альминовой — третья).
В 2010 году в дисциплине 1500 метров одержала победу на зимнем чемпионате России в Москве, стартовала на чемпионате мира в помещении в Дохе, где не прошла дальше предварительного квалификационного этапа.
В 2012 году выиграла серебряную медаль в беге на 1500 метров на зимнем чемпионате России в Москве (после дисквалификации Елены Аржаковой поднялась на первую строку). По окончании сезона завершила спортивную карьеру.
За выдающиеся спортивные достижения удостоена почётного звания «Мастер спорта России международного класса».